# Seva (Ghana)
Seva es una ciudad ubicada en la laguna Keta en el distrito de Keta en Ghana. Seva es una de las islas del lago que ocupa una superficie de unos 7 km² (2,7 mi²). Su población es originaria del pueblo Ewé que migró desde Notsé en la República de Togo.
Esta isla es conocida como lugar para el avistamiento de aves porque es lugar de parada de numerosas aves migratorias. La ciudad tiene otros atractivos como sus playas de arena, y su gran cultura en referencia a la música y danzas africanas.